# فيفي يوسف
فيفي يوسف، ممثلة مصرية، ولدت في القاهرة في 28 أبريل عام 1920. بدأت بأدوار ثانوية في السينما حيث كانت أول أدوارها في فيلم (بنت البلد) عام 1954. ثم شاركت في العام التالي بخمس أفلام منها (أماني العمر)، لتتوالى بعدها أعمالها ما بين السينما والمسرح والتلفزيون، حيث كانت أول أعمالها التلفزيونية، مسلسل الإنتقام عام 1969، ومسلسل عائلة الأستاذ شلش عام 1990. وشاركت بنفس العام في مسرحية (علي جناح التبريزي وتابعه قفة). من أبرز أعمالها أيضاً (الحب فوق هضبة الهرم، اللص والكلاب، سفر الأحلام). وافتها المنية يوم 6 مايو من عام 1995.

## أعمالها
- طريق الشيطان
- برج العذراء
- عائلة الأستاذ شلش

## السهرات التلفزيونية
- بصمات على الطريق بدور فاطمة